# POLR2G

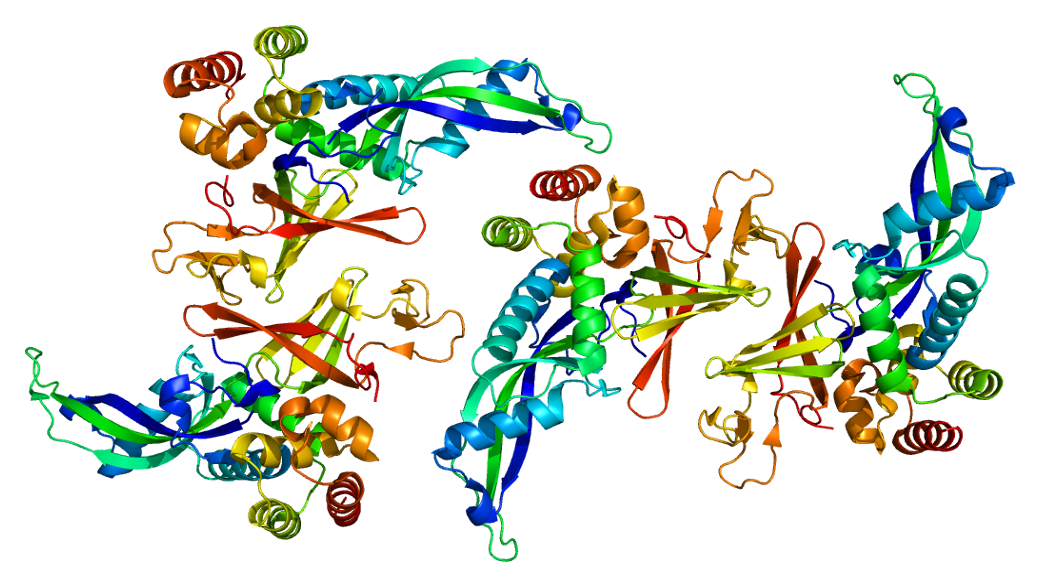
POLR2G

La subunidad de ARN polimerasa II dirigida por ADN RPB7 es una enzima que en humanos está codificada por el gen POLR2G .
Este gen codifica la séptima subunidad más grande de la ARN polimerasa II, la polimerasa responsable de sintetizar ARN mensajero en eucariotas. En levaduras, la asociación de esta subunidad con la polimerasa en condiciones de crecimiento subóptimas indica que puede desempeñar un papel en la regulación de la función de la polimerasa.</ref>

## Interacciones
Se ha demostrado que POLR2G interactúa con TAF15, POLR2C, POLR2H y POLR2E .